# Urna funerària maia Kinich Ahau
La Urna funerària maia Kinich Ahau és una peça arqueològica d'argila policromada, realitzada entre els anys 600 - 900, durant el període mesoamericà de la civilització maia, els integrants de la qual van habitar una vasta regió situada geogràficament al territori del sud-sud-est de Mèxic, específicament en els cinc estats de mpeche, Chiapas, Quintana Roo, Tabasco i Yucatán; i en els territoris de Mesoamèrica dels actuals Belize, Guatemala, Hondures i El Salvador, amb una història d'aproximadament 3000 anys. La peça s'exhibeix de forma permanent en el Museu d'Amèrica a Madrid.

## Història
L'urna funerària que va ser elaborada pels maies, representava Kinich Ahau, en la mitologia maia: «Senyor de l'ull del sol» déu del Sol i patró de la música i la poesia, fill de Hunab Ku i casat amb Ixchel, la lluna. Se'l considera una de les advocacions d'Itzamna o Zamna. També se'l vincula amb Kinich Kakmó. És el déu G d'acord amb la classificació de l'investigador alemany Paul Schellhas.

## Característiques
- Època: civilització maia.
- Material: argila amb pigments.
- Alçada: 100,3 centímetres.
- Ample: 60 centímetres.